# Violka bílá
Violka bílá (Viola alba) je vytrvalá až 20 cm vysoká bylina. Oddenek zpravidla nevětvený, někdy větvený. Výběžky se vytváří, ale pouze nadzemní a nekořenující. Listy jsou pouze v přízemní růžici, lodyha se nevytváří. Řapíky listů jsou až 15 cm dlouhé, často poléhavé a vystoupavé, nazpět chlupaté. Vnější listy růžice často vytrvávají přes zimu do dalšího roku. Čepele listů jsou velké, po odkvětu až 10 cm na délku a 7 cm na šířku. Na bázi řapíků jsou palisty, které jsou dlouze třásnité se zuby brvitými. Květy bělavé nebo žlutobílé, u některých populací mají fialové ostruhy, někdy mohou být květy víceméně celé fialové. Kvete v březnu až v dubnu.

## Synonyma
- Viola virescens Jordan ex Boreau
- Viola scotophylla Jordan incl.

## Rozšíření
Violka bílá je rozšířena hlavně ve Středomoří, včetně severní Afriky, její nejsevernější lokality sahají až na J Slovensko a J. Moravu, na východ až po Írán. Mapa viz zde  V České republice roste jen na jižní Moravě. V současnosti ji můžeme spatřit v lese okolo kopce Přední Kout a v J části Bílých Karpat. Roste v teplomilných doubravách (sv. Quercion pubescenti-petraeae) a dubohabřinách (sv. Carpinion) popř v jejich lemech.
Po celé České republice, i v Čechách, se můžeme setkat s bíle kvetoucími violkami, nejčastěji poblíž lidských sídel. Jsou to albinotické formy od violky vonné, či kříženců violky vonné s jinými bezlodyžnými druhy a s druhem violka bílá nemají nic společného.

## Ohrožení
V České republice se jedná o kriticky ohrožený druh: kategorie C1